# زجلدة (تبريد)

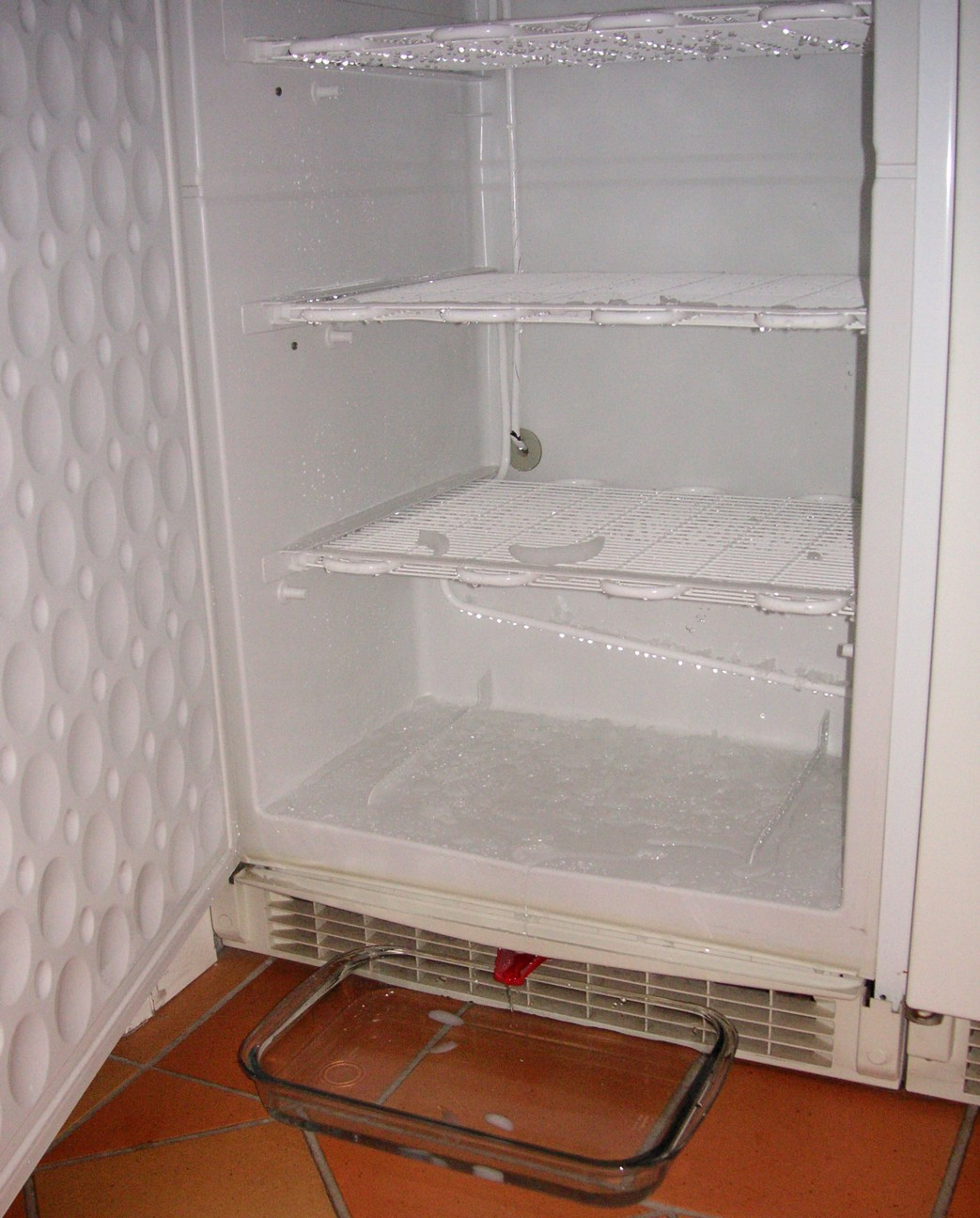
زجلدة ثلاجة بطريقة مرتجلة لتجميع المياه

الزَّجْلَدة في الثلاجات والبرادات تعني عملية إزالة الصقيع والجليد. تُجرى عملية الزجلدة دوريًا على الثلاجات والمجمدات للحفاظ على كفاءتها التشغيلية. بمرور الوقت عندما يُفتح الباب وإغلاقه ما يسمح بدخول هواء جديد فيتكثف بخار الماء من الهواء على عناصر التبريد داخله.